# Кредитная политика
Кредитная политика коммерческого банка — определение приоритетов на кредитном рынке и целей кредитования. Специалист, разрабатывающий кредитную политику, должен видеть различие между политикой и процедурами. Политика определяет основы кредитной политики, а процедуры являются способами её реализации. Формулируя основы кредитной политики, менеджмент кредитного института фиксирует в документе приоритетные сферы экономики, тип идеального клиента — заёмщика и характер взаимоотношений с ним, способы обеспечения ссуд и т. д.
Этот термин предполагает знание и понимание руководителем процесса управления, включающего планирование, организацию, направление деятельности и контроль.
Кредитная политика коммерческого банка чётко определяет цели кредитования и содержит правила реализации конкретных целей, в том числе стандарты и инструкции, представляющие собой методическое обеспечение её реализации. Как правило, её разработка и совершенствование осуществляется высшим руководством банка (чаще всего это президент банка, вице-президенты, кредитный комитет). В ней сформулированы основные направления кредитной деятельности: объективные стандарты и критерии, которыми должны руководствоваться банковские работники; основные действия лиц, принимающих стратегические решения в области кредитования; принципы контроля за качеством управления кредитной деятельностью в банке и работой служб внутреннего и внешнего аудита. Обычно она оформляется документально и включает в себя положения, регламентирующие предварительную работу по выдаче кредита, а также процесс кредитования.
Кредитное администрирование включает в себя все четыре аспекта управленческого процесса и следует логическому ходу процедуры удовлетворения кредитной заявки. Ещё до того, как речь пойдёт о конкретном кредите, кредитные работники, менеджеры и совет директоров банка должны выработать философию, охватывающую все фазы кредитной деятельности. Эта философия, воплощённая в кредитной политике, является первым элементом кредитного администрирования.

## Элементы кредитной политики
В кредитной политике можно выделить 2 ключевых элемента: этапы кредитования и регламентируемые параметры и процедуры.

### Предварительная работа по предоставлению кредитов
- состав будущих заёмщиков;
- виды кредитов;
- количественные пределы кредитования;
- стандарты оценки кредитоспособности заемщиков;
- стандарты оценки ссуд;
- процентные ставки;
- методы обеспечения возвратности кредита;
- контроль за соблюдением процедуры подготовки выдачи кредита.

### Оформление кредита
- формы документов;
- технологическая процедура выдачи кредита;
- контроль за правильностью оформления кредита.

### Управление кредитом
- порядок управления кредитным портфелем;
- контроль за исполнением кредитных договоров;
- условия продления или возобновления просроченных кредитов;
- порядок покрытия убытков;
- контроль за управлением кредитом.

## Цели кредитной политики
Разработка и проведение банком кредитной политики направлены на достижение следующих целей:
- допущение только такого характера риска, который обеспечивает создание активов высокого качества и постоянный целевой уровень доходности;
- формирование высокопрофессионального коллектива кредитных работников, обеспечивающего высокое качество кредитного портфеля банка;
- предоставление ссуд на финансирование экономически перспективных, рентабельных проектов, соответствующих стратегическим целям банка;
- способствование развитию долгосрочных отношений с приносящими доход клиентами:
- отказ от использования высококонкурентных, но неоправданных методов кредитования.

## Основные функции кредитной политики
Стимулирующая функция заключается в стимулировании аккумуляции в банке временно свободных денежных средств и их рациональное использование. Стимулом для отказа клиента от текущего потребления на определённый срок является возможность получения дополнительного дохода от средств, помещённых в банк на депозит, а возможность получения в банке ссуды имеет важное значение для покрытия временной потребности в дополнительных средствах, при этом стимулом для погашения задолженности в максимально короткие сроки является необходимость уплаты процентов банку за пользование ссудой. Стимулирующая функция кредитной политики для банков проявляется в их стремлении привлечь наиболее дешёвые ресурсы на рынке на относительно длительный срок и разместить их с максимальной выгодой.
Контрольная функция проявляется в способности кредитной политики контролировать процесс привлечения и использования кредитных ресурсов банками и их клиентами с учётом приоритетов, определённых кредитной политикой конкретного банка.
Специфическая функция кредитной политики всего одна, но очень важная. Это функция оптимизации кредитного процесса. Действие данной функции направлено на достижение цели банковской политики.

## Факторы кредитной политики

### Экзогенные или внешние факторы
- степень устойчивости макроэкономической ситуации;
- фаза экономического цикла;
- инфляция;
- дефицит государственного бюджета и внешний долг страны;
- уровень материального благосостояния в обществе;
- общее состояние кредитного рынка;
- политика конкурентов.

### Эндогенные, внутренние факторы
- квалификация персонала;
- существующая клиентская база;
- процесс одобрения кредитов (допустимая для банка степень риска);
- объём собственных средств, которые можно направить на кредитование и т. д.[4]

Как правило, кредитная политика банка должна включать в себя по меньшей мере такие элементы, как:
- разработка ряда внутрибанковских нормативных документов по кредитованию;
- управление кредитным риском;
- управление кредитным портфелем.

Исходя из отечественного и мирового опыта оптимизации кредитной политики рекомендуется следующая схема формирования кредитной политики коммерческого банка:
- определение общих положений и целей кредитной политики;
- создание аппарата управления кредитными операциями и наделение полномочиями сотрудников банка;
- организация кредитного процесса на различных этапах реализации кредитного договора;
- осуществление банковского контроля и управление кредитным процессом.

## Администрирование кредитов
Ключевой элемент кредитной политики — администрирование кредитов, которое включает в себя:
- процесс одобрения,
- кредитные дела (фиксирование ответственности за открытие и ведение кредитных дел, проблема доступа),
- обеспечение,
- гарантии и обязательства,
- мониторинг ревизии кредитов,
- идентификация проблемных ссуд и их администрирование,
- обращение взыскание на залог,
- рефинансирование кредитов,[7]
- политика в области отказа от получения процентов,
- списание в убыток,
- пересмотр резерва на покрытие убытков по ссудам.

## Глобальные тенденции в кредитной политике российских банков
Основные тенденции:
- более ответственный подход банков к принятию кредитных рисков после кризиса с сохранением этой тенденции и в дальнейшем[8];
- уменьшение вложений в ценные бумаги банков, специализирующихся на розничном кредитовании;
- активное наращивание кредитными институтами доли продуктов и услуг, приносящих им комиссионные вознаграждения, помимо операций на рынке ценных бумаг;
- восстановление количества выдаваемых банками кредитов до докризисного уровня (отношение кредитов к ВВП 41 %)[9];
- развитие систем дистанционного банковского обслуживания (ДБО): мультибанковские платежные системы, продвижение новых продуктов с использованием систем интернет-банкинга, интеграция банкоматных сетей[10].

Интенсивно развиваются системы ДБО с использованием информационных киосков, которые, однако, традиционно рассчитаны на физических лиц. Исключение составляет терминал автоматического подбора финансовых услуг для представителей малого бизнеса(разработчик — банк «Уралсиб»). Этот сервис позволит предпринимателю не выходя из дома или офиса вносить ключевые данные о своей компании и сразу получать информацию об условиях банка на финансирование его проекта. Однако пока эта система не введена в эксплуатацию и работает только в тестовом режиме.